# L'Or du commun
L'Or du commun (ODC) est un groupe de rap belge, originaire de Bruxelles. Formé en 2012, il est composé de trois rappeurs : Swing, Primero et Loxley. Après plusieurs EPs, le groupe sort son premier album studio Sapiens en 2018, puis un deuxième, Avant la nuit en 2021.
Ancré dans la scène de rap bruxelloise[non neutre], le groupe a entre autres collaboré avec Roméo Elvis, Caballero et Zwangere Guy.

## Biographie

### Débuts et création du groupe
Le groupe L'Or du commun se forme en 2012. Loxley et Primero se sont rencontrés à l'école primaire, Swing et Félé Flingue sont cousins.
Il est à l'origine composé de quatre membres. En 2016, Félé Flingue, le cousin de Swing, quitte le groupe au début de l'année 2017 pour pouvoir se consacrer à son groupe « Le 77 », le quatuor devient un trio .

### Collaboration avec Roméo Elvis[5]
Proche de la scène rap bruxelloise. Ils ont collaboré avec Roméo Elvis et sont apparus sur plusieurs de ses titres. En 2016, Ils participent par exemple en 2016 au clip du tube de Roméo Elvis Bruxelles arrive avec les rappeurs Caballero et JeanJass. Au début de l'année 2017, ils participent au Grunt 33, un très long morceau rassemblant des couplets de plusieurs artistes.

### Zeppelin,SapiensetAvant la nuit(2017-2021)
Le troisième EP du collectif sorti le 10 mai 2017, Zeppelin, est celui de la révélation pour le groupe. Il s'attire de bons retours et certain écho de la presse,.  
Le groupe a sorti un album en novembre 2018 intitulé Sapiens,. L'album comporte deux collaborations, la première avec Roméo Elvis, et la seconde avec Isha, il recevra une critique positive,.
En mai 2021, le groupe sort un nouvel album intitulé Avant la nuit. Bien accueilli par le public, cet album atteindre la 11ᵉ position dans les classements musicaux belges,.

## Projets solos

### Robin Conrad
Loxley (Robin Conrad) présente une chronique sur la RTBF dédiée à la scène Hip-Hop dans l'émission Tarmac .
Il est le réalisateur  du documentaire « Kin Tout est vie » du rappeur Damso .

### Swing
En mars 2018, Swing publie un premier projet solo intitulé Marabout. L'EP est remarqué par la presse et les fans,.
En 2020, il sort deuxième EP ALT F4 .
En 2023, sort son 1er album Au revoir Siméon .

### Primero
En 2015, Primero sort un projet solo dénommé Scénarios.
En 2023, il publie son premier album Fragments.
En 2024, il sort un microalbum intitulé Plaine des Asphodèles.

## Discographie

### Apparitions
- 2018 : Réglement Freestyle #12 (sur la Compilation Freestyles Le Règlement)
- 2019 : Scylla & Sofiane Pamart - iRobot (sur l'album en commun Pleine Lune 2)